# 清水縣 (威斯康辛州)
清水縣（英語：Eau Claire County）是美國威斯康辛州威斯康辛州中西部的一個縣。面積1,671平方公里。根據美國2000年人口普查，共有人口93,142。縣治歐克雷爾。
成立於1856年，縣名來自清水河 (Eau Claire 是法語「清水」的意思)。